# Tanja Schärer
Tanja Schärer (ur. 17 czerwca 1989 r.) – szwajcarska narciarka dowolna, specjalizująca się w skokach akrobatycznych. Najlepszy wynik na mistrzostwach świata osiągnęła podczas mistrzostw w Deer Valley, gdzie zajął 12. miejsce w skokach akrobatycznych. Jej najlepszym wynikiem olimpijskim jest 19. miejsce w tej samej konkurencji na igrzyskach olimpijskich w Vancouver. Najlepsze wyniki w Pucharze Świata osiągnęła w sezonie 2011/2012, kiedy to zajęła 14. miejsce w klasyfikacji generalnej, a w klasyfikacji skoków akrobatycznych była 5.

## Sukcesy

### Igrzyska olimpijskie
| Miejsce | Dzień     | Rok  | Miejscowość | Konkurencja        | Zwycięzca     |
| ------- | --------- | ---- | ----------- | ------------------ | ------------- |
| 19.     | 25 lutego | 2010 | Vancouver   | Skoki akrobatyczne | Lydia Lassila |

### Mistrzostwa Świata
| Miejsce | Dzień    | Rok  | Miejscowość | Konkurencja        | Zwycięzca    |
| ------- | -------- | ---- | ----------- | ------------------ | ------------ |
| 12.     | 4 lutego | 2011 | Deer Valley | Skoki akrobatyczne | Cheng Shuang |

### Puchar świata

#### Miejsca w klasyfikacji generalnej
- 2007/2008 – 116.
- 2008/2009 – 98.
- 2009/2010 – 32.
- 2010/2011 – 24.
- 2011/2012 – 14.
- 2012/2013 –

#### Miejsca na podium w zawodach
1. Mińsk / Raubicze – 25 lutego 2012 (Skoki akrobatyczne) – 2. miejsce
2. Soczi – 17 lutego 2013 (Skoki akrobatyczne) – 3. miejsce
3. Bukovel – 23 lutego 2013 (Skoki akrobatyczne) – 3. miejsce